# NGC 7518
NGC 7518 este o galaxie situată în constelația Peștii. A fost descoperită în 29 august 1863 de către Albert Marth. Se află la o distanță de 48,42 de megaparseci de Pământ.